# Es Carritxó
El Carritxó (col·loquialment es Carritxó) és un llogaret que del terme de Felanitx, a Mallorca, situat a la carretera de l'Horta a Felanitx. Es tracta d'una petita població de caràcter rural situat en una discreta vall que connecta la marina amb l'interior.
El llogaret es va desenvolupar entorn de la possessió del Carritxó, avui anomenada el Carritxó Vell, i de la qual pren el nom. El 1665 s'edificà una primitiva capella a la possessió dedicada a sant Antoni, que fou substituïda per una de nova el 1759, i que donava resposta a les necessitats de la població. El temple actual data de 1888-1892, amb una sola nau ben gran i capelles laterals. El patró del lloc, per tant, és sant Antoni, i les festes patronals se celebren el seu dia, el 17 de gener.
Durant la Segona República, el batle de Felanitx, Pere Oliver i Domenge, promogué la creació de diverses escoles rurals, entre les quals una al Carritxó, que va obrir cap a 1934 i va tancar a la dècada de 1970, amb la nova llei educativa. L'edifici, propietat de l'ajuntament, va ser subhastat, i actualment és un habitatge particular.